# Emilio Azcárraga Jean

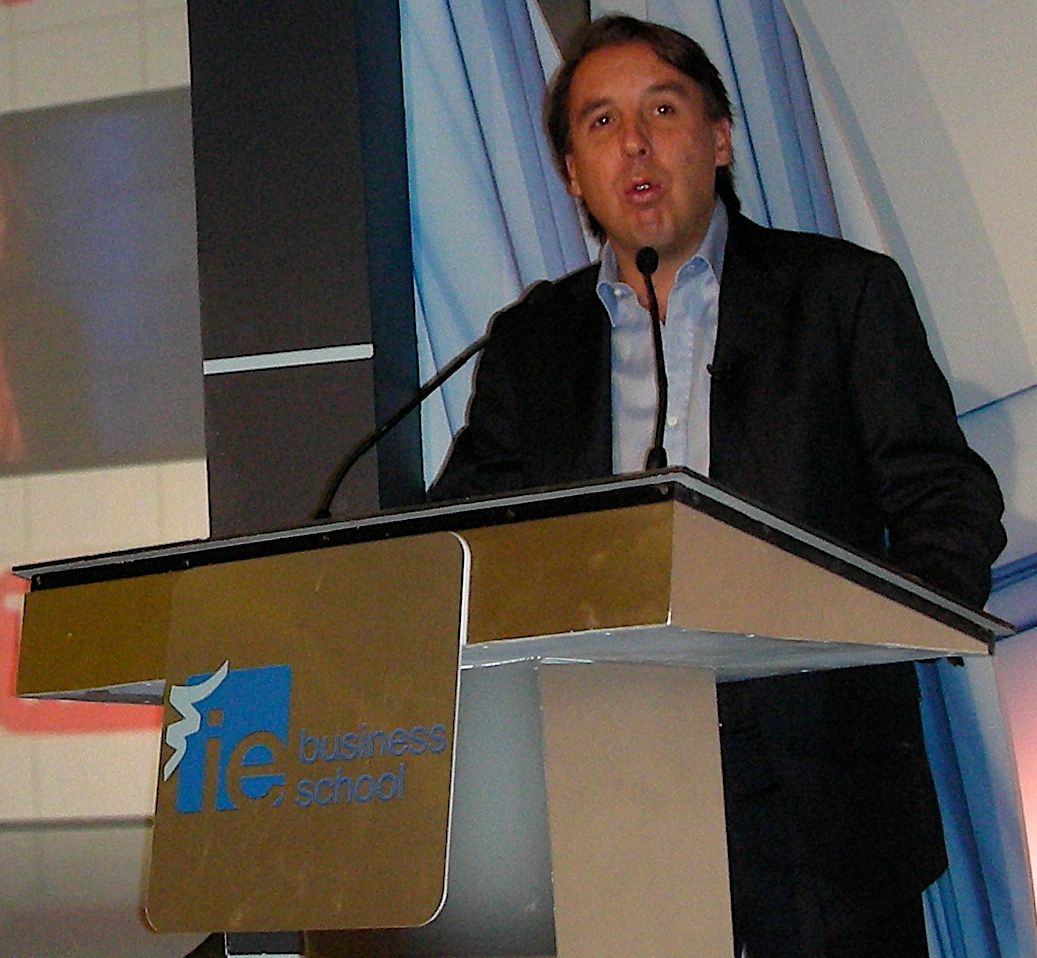
Emilio Azcárraga Jean (2008)

Emilio Fernando Azcárraga Jean (Ciutat de Mèxic, Mèxic; 1968), és un empresari mexicà, president del Consell d'Administració de Grupo Televisa.
És fill d'Emilio Azcárraga Milmo (1930-1997), el magnat de la comunicació i la seva tercera esposa, Nadine Jean. Té quatre germans: Alessandra, Shen, Ariana i Carla.

## Família
És fill d'Emilio Azcárraga Milmo i de Nadine Jean, i net del fundador del grup Televisa, Emilio Azcárraga Vidaurreta. La seva primera esposa va ser Alejandra de Cima Aldrete, que va ser víctima de càncer des de molt jove, i que un cop superat va crear la 'Fundació Cima'. Es van divorciar en 2002. El 28 de febrer de 2004 va contreure nupcias amb la seva actual esposa Sharon Fastlicht Kurian amb qui té 3 fills: Emilio Daniel, Hannah i Maurici.

## Activitats
Emilio Azcárraga Jean és actual President de Grup Televisa des dels 29 anys, a la defunció del seu pare Emilio Azcárraga Milmo el 1997. És un dels empresaris més rics d'Amèrica Llatina amb una fortuna estimada en 2 mil milions de dòlars segons la revista Forbes en el 2011.
Actualment és el conseller dels següents negocis: Banamex-Accival, Homes de Negocis, Univisión, així com dels Grups "Ciutat de Mèxic", Endeavor i Axo. El 24 de març del 2000 va ser designat President de l'Organització de la Televisió Iberoamericana, OTI.
És amo del Club Amèrica.
El 12 de febrer del 2006, sota la filial Apuestas Internacionales i el seu soci estranger Scientific Games, inicia amb el negoci dels jocs de loteria i sortejos amb centres d'apostes PlayCity, actualment amb 21 centres, a més de jocs i sortejos amb la marca de Sorteos del Trébol que es distribueixen per mitjà de diversos comerços.
Televisa també va posseir un 25% d'accions de l'aerolínia de baix cost Volaris, que van vendre a principis del 2010.
Des de 2006 la inversió de Televisa va ser equivalent a 8.7% dels ingressos, enfront de 4.3% mitjana de la resta del top ten. I la diferència va anar eixamplant-se, de manera que avui inverteix en Capex 30%, mentre els altres gegants 3.4%.
L'empresa d'Azcárraga Jean és dècima per ingressos. Els altres nou són Walt Disney, NBC, Time Warner (propietària de CNN i TNT), 21st Century Fox, CBS, Viacom (MTV, Nickelodeon), Discovery (totes dels Estats Units), RTL (cadenes europees) i la japonesa Fuji.
El 27 d'octubre de 2017 Televisa va informar que Emilio Azcárraga Jean deixarà de ser el director general de l'empresa. No obstant això, en un comunicat l'empresa va precisar que Azcárraga seguirà com a president del Consell d'Administració i “continuarà al capdavant del desenvolupament de l'estratègia de llarg termini de la Companyia ocupant el càrrec de President Executiu del Consell d'Administració. Així mateix, el Sr. Azcárraga continuarà tenint responsabilitat directa de la divisió de futbol de Grup Televisa, incloent a l'equip Amèrica, així com de la Fundació Televisa. Aquests canvis entraran en vigor a partir de l'1 de gener de 2018.